# Normal Adolescent Behaviour
Normal Adolescent Behaviour is een film uit 2007 onder regie van Beth Schacter. De film draaide op 27 april 2007 tijdens het Tribeca Film Festival.

## Verhaal
Wendy heeft een aparte vriendengroep. Niemand vindt, in tegenstelling tot medeleerlingen, dat seks met vrienden of met willekeurige mensen uitgaan kan. Als ze zelf op een dag met Sean uit wil gaan, is ze bang voor de reactie van haar vrienden.

## Rolverdeling
| Acteur           | Personage |
| ---------------- | --------- |
| Amber Tamblyn    | Wendy     |
| Ashton Holmes    | Seans     |
| Kelli Garner     | Billie    |
| Daryl Sabara     | Nathan    |
| Hilarie Burton   | Ryan      |
| Stephen Colletti | Robert    |
| Kelly Lynch      | Helen     |
| Ricky Ullman     | Price     |